# Ursi Anna Aeschbacher
Ursi Anna Aeschbacher (geboren 1951 in Biel/Bienne) ist eine Schweizer Autorin und Verlegerin.

## Leben und Wirken
Nach ihren Ausbildungen in Biel und Berlin lebte Aeschbacher 30 Jahre lang in Deutschland, u. a. in Berlin, dem Landkreis Lüchow-Dannenberg, Emmendingen und Freiburg im Breisgau. Sie arbeitete am Öko-Institut in Freiburg im Breisgau und mehrere Jahre als Redakteurin bei Radio Dreyeckland. Zudem war sie im Vorstand des Bundesverbandes Freier Radios in Deutschland.
2002 kehrte sie zurück nach Biel und gründete 2003 den verlag die brotsuppe, wo sie u. a. für Grafik und Druckvorstufe zuständig ist. Aeschbacher arbeitet zudem als Grafikerin, Illustratorin, Autorin und Lektorin für verschiedene Verlage. Aeschbacher hat Hörspiele und Hörbücher produziert und Kolumnen, Geschichten und Tonbücher geschrieben. Ab 2014 war sie Co-Präsidentin, ab 2016 im Vorstand des Verbands unabhängiger Schweizer Verlage SWIPS. Sie ist Mutter eines Sohnes.
2019 wurde der von ihr gegründete Verlag Die Brotsuppe mit dem Spezialpreis der Stadt Bern ausgezeichnet.

## Veröffentlichungen (Auswahl)
- Gott im Gletscherspalt. Kurzgeschichten für Radio Dreyeckland. verlag die brotsuppe, Biel 2004, ISBN 978-3-9522928-7-7 (136 S.).
- Das Umbiel. verlag die brotsuppe, Biel 2008, ISBN 978-3-905689-16-7 (96 S.).
- der spaziergang – la promenade. denken an robert walser – penser à robert walser. DVD, 2006, ISBN 978-3-905689-12-9.